# Syllepte nigriscriptalis
Syllepte nigriscriptalis is een vlinder uit de familie van de grasmotten (Crambidae). De wetenschappelijke naam van deze soort is voor het eerst voorgesteld als Notarcha nigriscriptalis door William Warren in een publicatie uit 1896.
De soort komt voor in India (Meghalaya) en Australië (Queensland).